# Von Minden
von Minden är en tysk köpmannasläkt med nederländskt påbrå, inflyttad till Göteborg i mitten av 1600-talet. Familjen bedrev långväga handel och ägde under en tid landeriet Stora Katrinelund.